# Chepstow Castle
Chepstow Castle (walisisch Castell Cas-gwent) ist eine Burgruine in Monmouthshire in Wales. Die Burg liegt in der Stadt Chepstow auf einer Klippe über dem River Wye, der hier die Grenze zwischen England und Wales bildet. Die als Kulturdenkmal der Kategorie Grade I klassifizierte und als Scheduled Monument geschützte Ruine gilt als die älteste steinerne Burg in Großbritannien, sie wurde bis ins 17. Jahrhundert hinein ausgebaut. Im Mittelalter war sie Mittelpunkt der anglonormannischen Herrschaft Striguil.

## Geschichte

### Gründung im 11. Jahrhundert
Wenige Monate nach der Schlacht von Hastings ernannte Wilhelm der Eroberer William FitzOsbern zum Earl of Hereford und beauftragte ihn, die an Herefordshire angrenzenden südwalisischen Grenzgebiete zu erobern. Kurz nach 1067 begann FitzOsbern mit dem Bau der Burg, die zum Ausgangspunkt der weiteren normannischen Eroberung von Wales wurde. Der rechteckige Keep, der heute noch der Kern der Burg ist, wurde vermutlich noch vor FitzOsberns Tod 1071 vollendet. Williams Sohn Roger de Breteuil verlor nach dem missglückten Aufstand der Grafen 1075 seine Ländereien, die an die Krone fielen. 1119 verlieh König Heinrich I. Chepstow an Walter de Clare, danach blieb die Burg im Besitz der Familie Clare. Durch seine Hochzeit mit Isabel de Clare, der Tochter und Erbin von Richard Strongbow fiel die Burg 1189 an William Marshal.

### Ausbau unter den Marshals
Marshal hatte in Palästina und im Dienst König Heinrichs II. in Frankreich vielfältige Erfahrungen im zeitgenössischen Burgenbau gesammelt und ließ auch Chepstow auf den neuesten Stand der damaligen Militärarchitektur bringen. Marshals Söhne setzten den Ausbau der Burg bis 1245 fort. Nachdem alle Söhne Marshals ohne männlichen Erben gestorben waren, fiel die Burg 1245 an Roger Bigod, 4. Earl of Norfolk, den Sohn von Marshals Tochter Maud.

### Weiterer Ausbau bis zur Tudorzeit
Dessen Sohn Roger Bigod, 5. Earl of Norfolk ließ die Burg auf ihre heutige Ausdehnung erweitern, so dass sie als eine der am besten befestigten Burgen von Wales galt. Nach dem Tod von Bigod 1306 wechselte die Burg im 14. Jahrhundert häufig den Besitzer und verlor an Bedeutung. Während der Rebellion von Owain Glyndŵr wurde sie 1403 wieder bemannt, doch wieder wurde sie wegen ihrer Stärke nicht von den Rebellen angegriffen. Nach der Schlacht von Tewkesbury sollte im Mai 1471 Roger Vaughan of Tretower, ein Halbbruder Black William Herberts auf Befehl Eduards IV. Jasper Tudor verhaften. Vaughan fiel jedoch Tudor in die Hände, der ihn in der Burg hinrichten ließ. 1508 erwarb Charles Somerset, der spätere Earl of Worcester die Burg. Unter ihm und seinen Nachfolgern wurde die Burg im 16. Jahrhundert weiter wohnlich ausgebaut.

### Vom 17. Jahrhundert bis heute

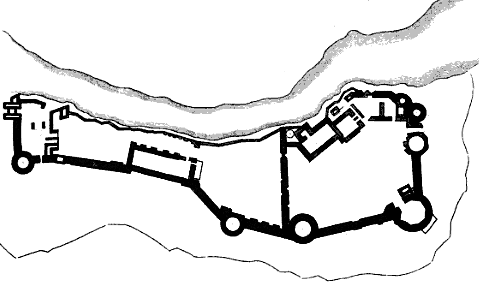
Grundriss der Burg, nach einem Plan von 1825

Während des Bürgerkriegs war sie ein Stützpunkt der Royalisten und wurde 1645 von den Parlamentstruppen erobert. 1648 war die Burg erneut in der Gewalt der Royalisten und wurde wieder von Parlamentstruppen belagert. Nach Artilleriebeschuss wurde sie am 25. Mai 1648 erobert, wobei der Kommandant Nicholas Kemeys getötet wurde. Nach dem Bürgerkrieg diente die Burg als Standort einer Artillerieeinheit. Bereits während des Bürgerkriegs wurde sie auch als Staatsgefängnis genutzt, in dem unter anderem der royalistische Priester Jeremy Taylor und später Henry Marten, der mit das Todesurteil gegen Karl I. unterzeichnet hatte, inhaftiert wurden. 1685 wurde die Garnison abgezogen und die Burg verfiel. Ab dem Ende des 18. Jahrhunderts war die Burg eine Sehenswürdigkeit für Besucher des Wye Valley, der damalige Eigentümer, der Duke of Beaufort ließ die Burg im 19. Jahrhundert teilweise restaurieren. 1953 gelangte die Burg in Staatsbesitz, heute wird sie von Cadw verwaltet und ist zu besichtigen.

## Anlage
Die Burg liegt auf einem langgestreckten schmalen Höhenzug am Nordufer des Wye. Zum Fluss hin fällt das Gelände teils fast senkrecht ab, nach Süden fällt der Höhenzug zu einem Dell genannten Tal hin ab. Die Burg erstreckt sich als Abschnittsburg über fast 250 m Länge.

### Östliche Vorburg

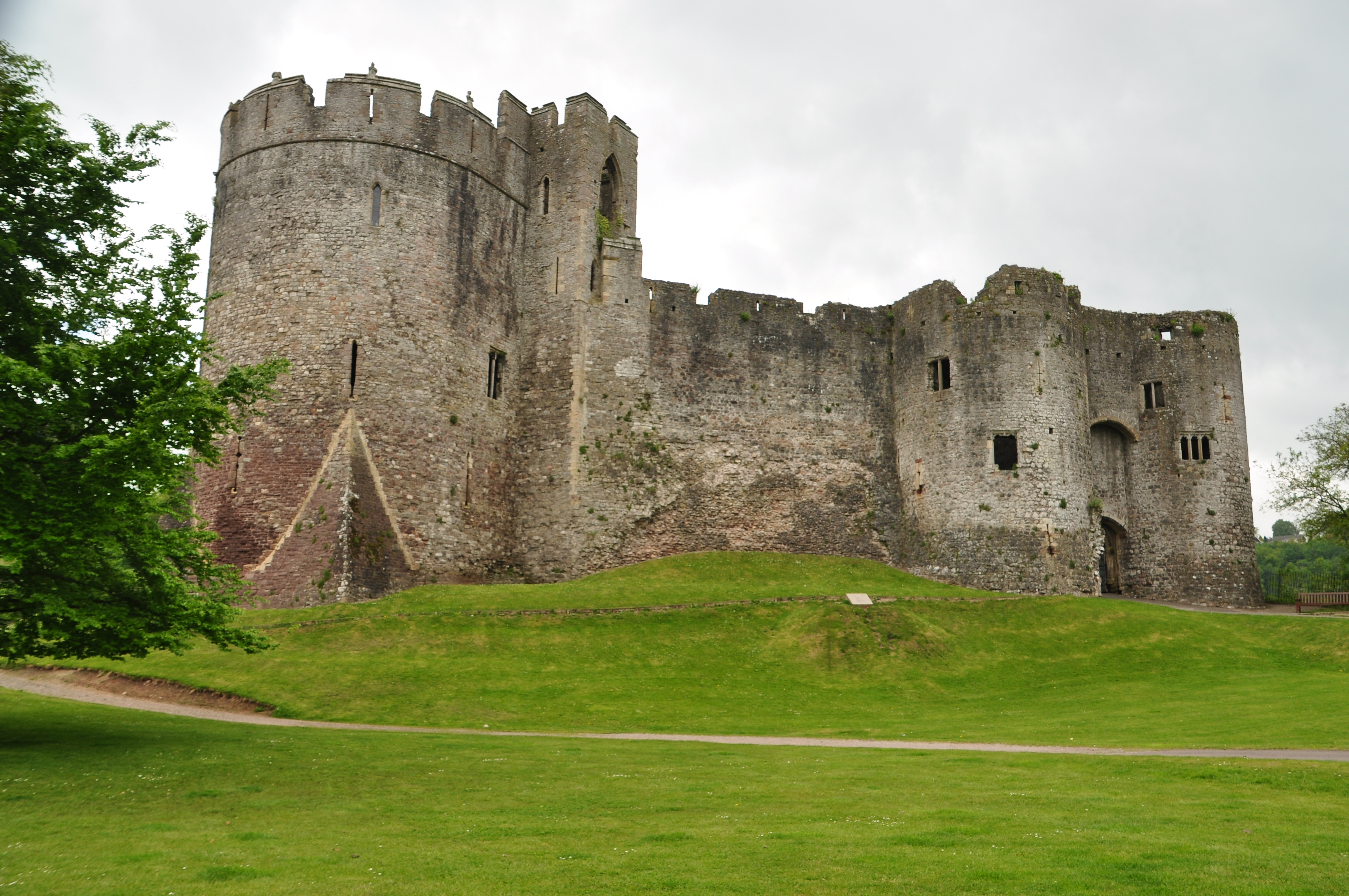
Ansicht von Osten, links der Marten’s Tower, rechts das Torhaus

Der Hauptzugang zur Burg liegt am östlichen Ende der Anlage. Das von zwei Rundtürmen gerahmte Burgtor wurde vor 1245 errichtet und gilt als ältestes Torhaus mit Rundtürmen in Großbritannien. Bis 1962 enthielt es noch seine originalen hölzernen Torflügel aus dem 13. Jahrhundert, die seitdem im Museum der Burg ausgestellt sind. Die östliche Mauer wurde während des Bürgerkriegs im 17. Jahrhundert verstärkt und mit Schießscharten für Musketen versehen. An der südöstlichen Ecke der Burg liegt der viergeschossige Marten’s Tower. Der Turm auf D-förmigen Grundriss wurde zwischen 1270 und 1300 unter Roger Bigod errichtet. Mit dicken Mauerwerk und Gusslöchern wirkt er von außen wehrhaft, in seinem Inneren enthielt er prächtig ausgestattete Wohnräume. Im obersten Stockwerk befand sich eine Privatkapelle mit schönen Steinmetzarbeiten. Bei späteren Umbauten erhielt der Turm größere Fenster. Seinen Namen erhielt er nach dem Königsmörder Henry Marten, der in diesem Turm bis zu seinem Tod 1680 in relativ komfortabler Haft lebte. An der Nordseite der niedriger gelegenen Vorburg befanden sich die Hauptwohnräume der Burg, die nach 1270 von Bigod errichtet wurden. Dazu gehörte eine prächtige Wohnhalle über gewölbten Kellern, die einen eigenen Zugang zum Fluss besaßen, so dass Vorräte direkt von Schiffen aus in die Burg gebracht werden konnten. An die Küche und weiteren Wirtschaftsräumen schloss sich ein dreigeschossiger Trakt mit Wohnräumen an.

### Mittlerer Burghof
Vom anschließenden mittleren Burghof wird die Vorburg durch eine mächtige Mauer mit zwei Türmen abgegrenzt, die um 1200 von William Marshal neu errichtet wurde. Der Zugang zum mittleren Burghof führt durch ein recht einfaches Tor neben einem dreigeschossigen Turm auf D-förmigen Grundriss, der andere Turm an der Südseite ist rund. Die seitlichen Schießscharten in den Erdgeschossen der Türme gehören zu ältesten Schießscharten in Großbritannien, mit denen man den Mauerfuß bestreichen konnte. Im 16. Jahrhundert wurden die Türme wohnlich ausgebaut, entlang der Mauer entstanden weitere Wohngebäude, von denen aber fast nichts erhalten ist. An seiner Nordseite besitzt der Hof keine Mauer, da das Gelände hier steil zum Fluss hin abfällt. Die südliche Mauer besitzt einen halbrunden Mauerturm und wurde nach den Eroberungen während des Bürgerkriegs nach 1648 gegen Artilleriebeschuss verstärkt.

### Keep

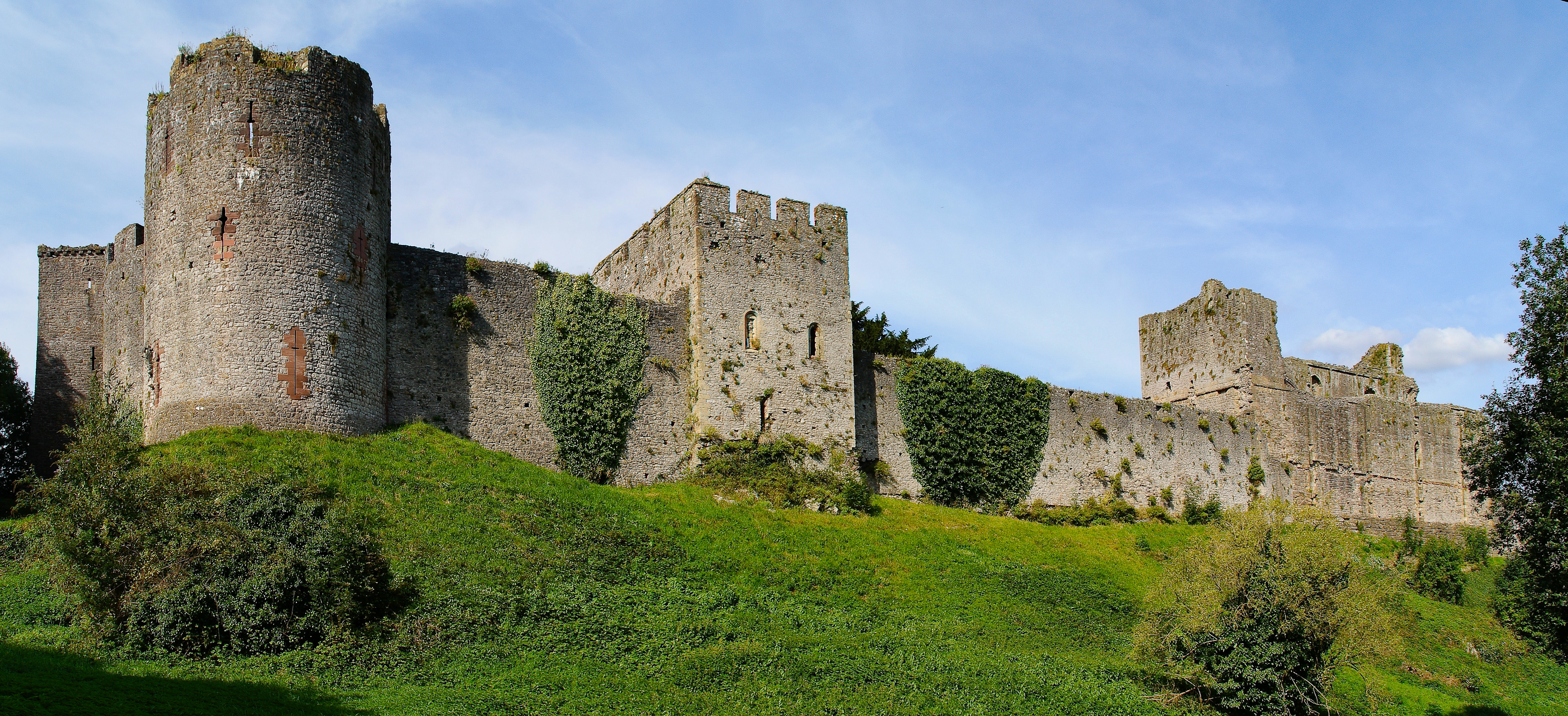
Die Burg von Süden. Links der Südwestturm, rechts der Keep

An der schmalsten und höchsten Stelle des Höhenzugs erhebt sich der langgestreckte, rechteckige Keep. Der etwa 30 m lange Turm wurde vor 1071 nach Vorbildern aus der Normandie errichtet, als Baumaterial wurden auch Steine aus dem antiken Venta Silurum verwendet. Der Turm war ursprünglich zweigeschossig und besaß im Obergeschoss eine prächtig ausgestattete Halle. Zur sicheren Flussseite befanden sich kleine Fenster, von denen ein Rundbogenfenster aus dem 11. Jahrhundert noch erhalten ist. Der Turm wurde zwischen 1219 und 1245 ausgebaut und erhielt zur Flussseite hin eine Galerie. Zwischen 1292 und 1300 wurde er um ein Stockwerk erhöht.

### Oberer Burghof und westlicher Zwinger
Hinter dem Keep erstreckt sich der obere Burghof, der an der südwestlichen Ecke einen rechteckigen Turm besitzt. Der Turm diente einst als Wohnquartier, doch wurden die oberen Stockwerke während des Bürgerkriegs zerstört, um den Zugang zum Wehrgang zu verbreitern. Hinter dem oberen Burghof liegt der vor 1245 errichtete stark befestigte Zwinger. Die südwestliche Ecke der Burg schützte ein dreigeschossiger Rundturm, der dreigeschossige Torturm wurde gegen Ende des 13. Jahrhunderts errichtet. Der Zwinger ist von einem in den Fels gehauenen Graben umgeben, über den einst eine Zugbrücke zum Torturm führte.

## Chepstow Castle im Film
1913 drehte hier Leedham Bantock eine der frühesten Verfilmungen des Romans Ivanhoe, außerdem war die Burg Drehort für den Film Jabberwocky und für zwei Folgen der Serie Robin Hood.